# Acróstico
Acróstico è un singolo della cantautrice colombiana Shakira, pubblicato l'11 maggio 2023 come quinto estratto dal dodicesimo album in studio Las mujeres ya no lloran.
La canzone comprende la voce dei figli di Shakira, Milan e Sasha.

## Antefatti
Nell'aprile del 2023 iniziano a circolare notizie sul fatto che il prossimo singolo di Shakira sarebbe stato una collaborazione con Manuel Turizo intitolato Copa Vacía, ma questo titolo fu posticipato a favore del lancio di Acróstico. Il 10 maggio 2023, appena un giorno prima dell'uscita della canzone, Shakira annunciò Acróstico su tutte le sue piattaforme di social media.

## Descrizione
Tematicamente, la canzone riflette «su un amore perduto», riferibile al divorzio tra Shakira e Gerard Piqué. La canzone presentava voci non accreditate dei bambini Shakira, Milan e Sasha. La cantante ha spiegato in una Instagram story il significato di lavorare con i suoi figli durante il periodo delle trattative per il divorzio dei genitori:

## Accoglienza
Il giornalista del Los Angeles Times Tommy Calle ha sottolineato che i testi delle strofe «mostrano speranza, amore materno, sostegno incondizionato e superamento del dolore, quindi puoi trovare più parole che compaiono nella canzone». Camila Osorio di El País ha paragonato "Acróstico" a TQG e alle precedenti canzoni di Shakira, scrivendo che la cantante non evoca «rabbia, vendetta o crepacuore» ma è ispirata da «una lettera d'amore ai suoi due figli» di scuse per il periodo triste e travagliato vissuto durante la finalizzazione del divorzio.

## Video musicale
Il video musicale ufficiale è stato pubblicato il 15 maggio 2023, quattro giorni dopo l'uscita della canzone. È stato diretto da Jaume De Laiguana e presenta Shakira che suona il piano con i suoi due figli Milan e Sasha.

## Tracce
Testi e musiche di Shakira, Luis Fernando Ochoa, Lexus, Keityn
1. Acróstico – 2:50

## Classifiche

### Classifiche settimanali
| Classifica (2023) | Posizione massima |
| ----------------- | ----------------- |
| Argentina         | 11                |
| Bolivia           | 8                 |
| Cile              | 13                |
| Colombia          | 1                 |
| Costa Rica        | 14                |
| Ecuador           | 5                 |
| Messico           | 15                |
| Portogallo        | 105               |
| Spagna            | 1                 |
| Stati Uniti       | 84                |
| Svizzera          | 41                |

### Classifiche di fine anno
| Classifica (2023) | Posizione |
| ----------------- | --------- |
| Spagna            | 39        |

## Riconoscimenti
- Latin Grammy Awards[23]
  - 2023 – Candidatura alla canzone dell'anno

- MTV Video Music Awards[24]
  - 2023 – Candidatura al miglior video latino